# Hautteville-Bocage
Hautteville-Bocage est une commune française, située dans le département de la Manche en région Normandie, peuplée de 154 habitants.

## Géographie

### Localisation
Les communes limitrophes sont Colomby, Biniville, Orglandes, Reigneville-Bocage, Sainte-Colombe et Urville.

### Hydrographie
La commune est située dans le bassin Seine-Normandie. Elle est drainée par le canal 01 de la commune d'Orglandes, le cours d'eau 01 de la commune d'Orglandes, le cours d'eau 01 de la Loge Goulienne et le cours d'eau 01 du Boillebaudin,,.

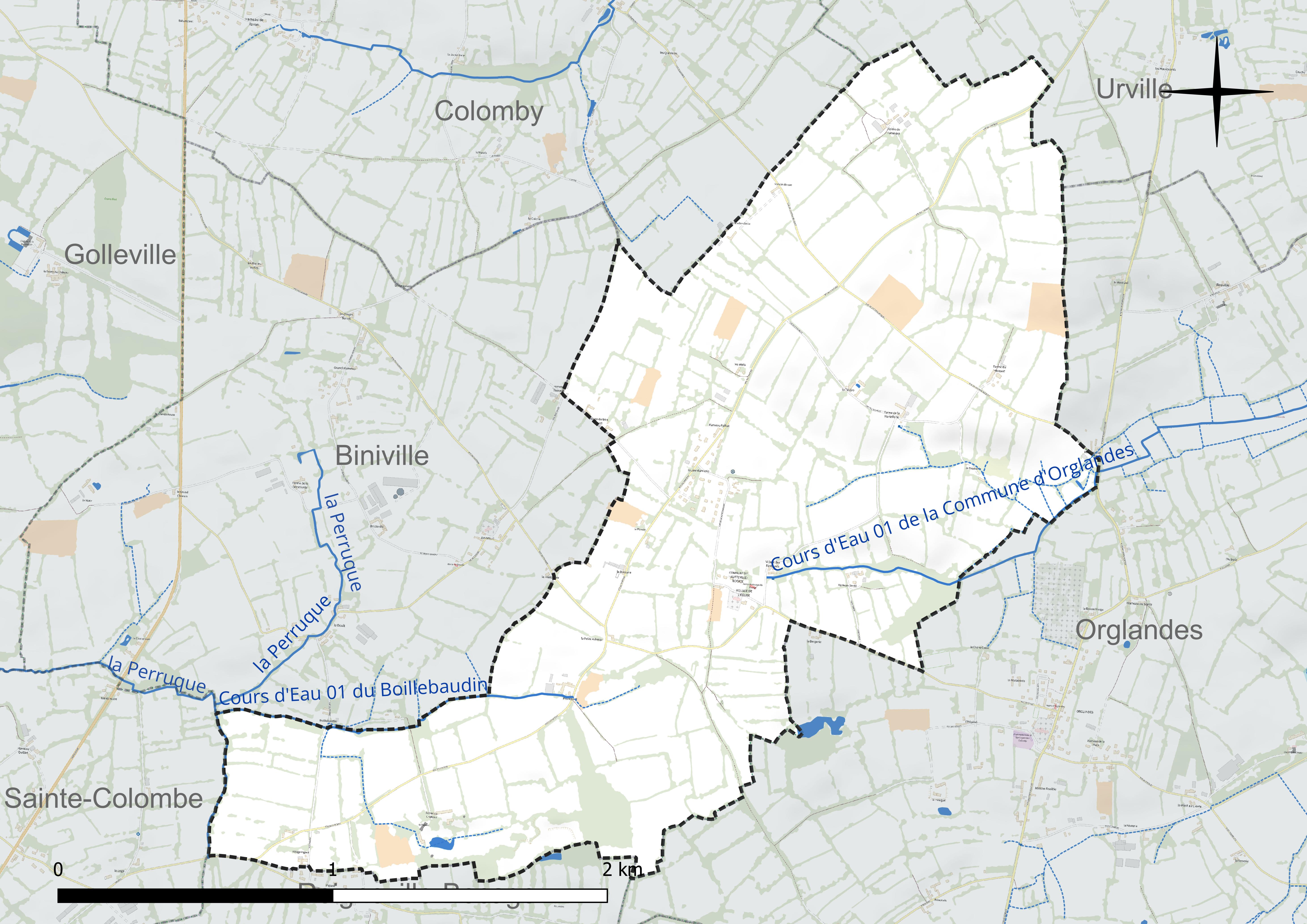
Réseau hydrographique de Hautteville-Bocage.

### Climat
Pour des articles plus généraux, voir Climat de la Normandie et Climat de la Manche.
En 2010, le climat de la commune est de type climat océanique franc, selon une étude du CNRS s'appuyant sur une série de données couvrant la période 1971-2000. En 2020, Météo-France publie une typologie des climats de la France métropolitaine dans laquelle la commune est exposée à un climat océanique et est dans la région climatique  Normandie (Cotentin, Orne), caractérisée par une pluviométrie relativement élevée (850 mm/a) et un été frais (15,5 °C) et venté. Parallèlement le GIEC normand, un groupe régional d’experts sur le climat, différencie quant à lui, dans une étude de 2020, trois grands types de climats pour la région Normandie, nuancés à une échelle plus fine par les facteurs géographiques locaux. La commune est, selon ce zonage, exposée à un « climat maritime », correspondant au Cotentin et à l'ouest du département de la Manche, frais, humide et pluvieux, où les contrastes pluviométrique et thermique sont parfois très prononcés en quelques kilomètres quand le relief est marqué.
Pour la période 1971-2000, la température annuelle moyenne est de 11,2 °C, avec une amplitude thermique annuelle de 11,1 °C. Le cumul annuel moyen de précipitations est de 818 mm, avec 13,7 jours de précipitations en janvier et 7,1 jours en juillet. Pour la période 1991-2020, la température moyenne annuelle observée sur la station météorologique la plus proche, située sur la commune de Sainte-Marie-du-Mont à 18 km à vol d'oiseau, est de 11,6 °C et le cumul annuel moyen de précipitations est de 890,0 mm,. Pour l'avenir, les paramètres climatiques de la commune estimés pour 2050 selon différents scénarios d’émission de gaz à effet de serre sont consultables sur un site dédié publié par Météo-France en novembre 2022.

## Urbanisme

### Typologie
Au 1er janvier 2024, Hautteville-Bocage est catégorisée commune rurale à habitat dispersé, selon la nouvelle grille communale de densité à sept niveaux définie par l'Insee en 2022.
Elle est située hors unité urbaine.
Par ailleurs la commune fait partie de l'aire d'attraction de Cherbourg-en-Cotentin, dont elle est une commune de la couronne,. Cette aire, qui regroupe 77 communes, est catégorisée dans les aires de 50 000 à moins de 200 000 habitants,.

### Occupation des sols
L'occupation des sols de la commune, telle qu'elle ressort de la base de données européenne d’occupation biophysique des sols Corine Land Cover (CLC), est marquée par l'importance des territoires agricoles (100 % en 2018), une proportion identique à celle de 1990 (100 %).
La répartition détaillée en 2018 est la suivante : prairies (83,9 %), terres arables (15,2 %), zones agricoles hétérogènes (1 %).

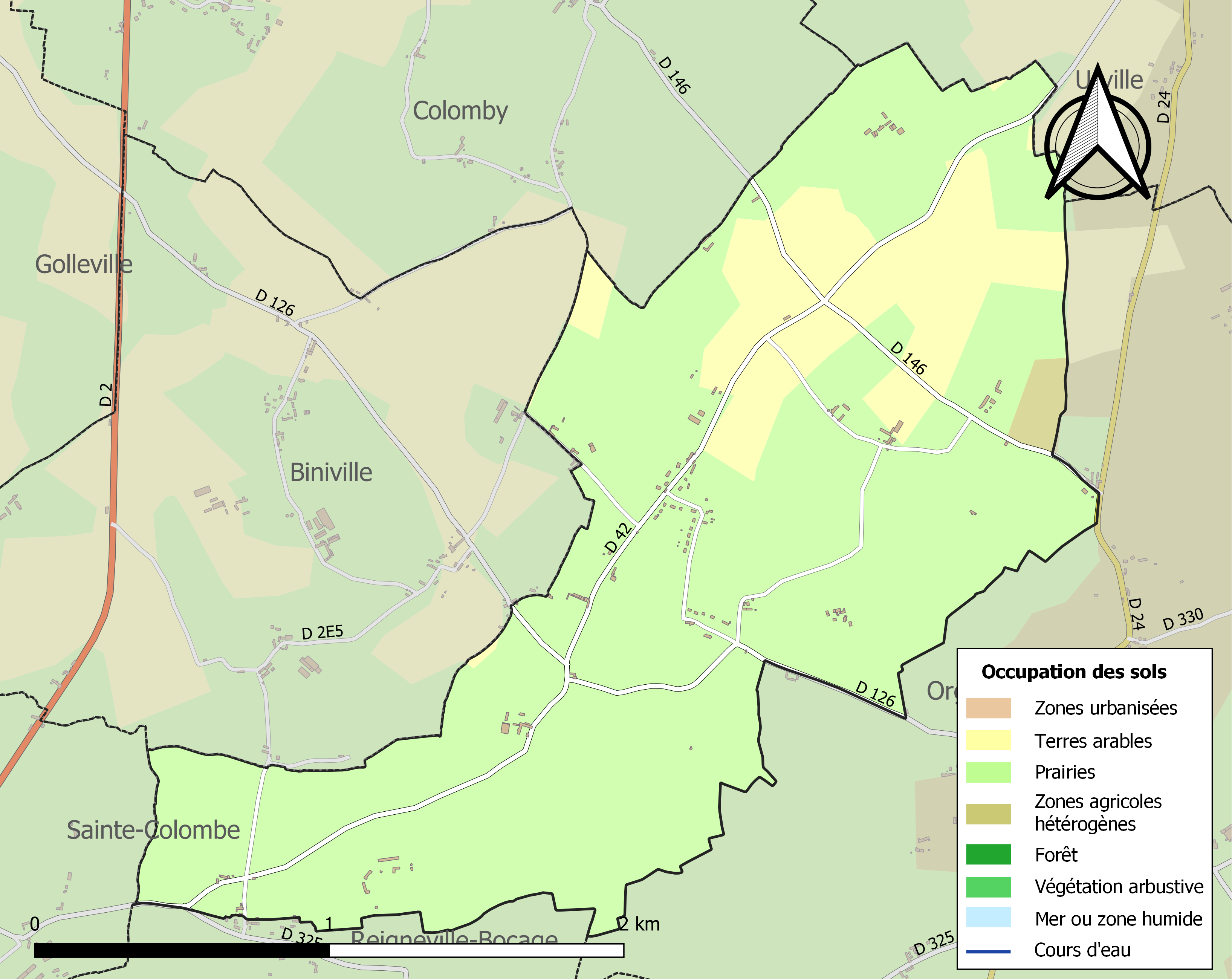
Carte des infrastructures et de l'occupation des sols de la commune en 2018 (CLC).

L'évolution de l’occupation des sols de la commune et de ses infrastructures peut être observée sur les différentes représentations cartographiques du territoire : la carte de Cassini (XVIIIe siècle), la carte d'état-major (1820-1866) et les cartes ou photos aériennes de l'IGN pour la période actuelle (1950 à aujourd'hui).

## Toponymie
Le nom de la localité est attesté sous la forme altavilla en 1332. L'ancien français ville désignait un « domaine rural », ici supposé sur une hauteur.
Hautteville devient officiellement Hautteville-Bocage en 1917.

## Histoire

### Temps modernes
En 1567, Estienne du Hequet, écuyer, sieur d'Hauteville, est taxé pour ce fief de 20 livres dans le rôle du ban et d'arrière-ban de la vicomté de Coutances, effectué par Gilles Dancel lieutenant général du bailli de Cotentin les 20 et 22 octobre. Le fief d'Hauteville, valant un sixième de fief de haubert, relevait de la baronnie d'Amfreville.

## Politique et administration
| Période                                  | Période   | Identité       | Étiquette | Qualité     |
| ---------------------------------------- | --------- | -------------- | --------- | ----------- |
| 1988                                     | mars 2001 | Raymond Hasley |           |             |
| mars 2001                                | mars 2008 | Alain Leblond  | SE        | Agriculteur |
| mars 2008                                | En cours  | Henri Mignot   | SE        | Retraité    |
| Les données manquantes sont à compléter. |           |                |           |             |

Le conseil municipal est composé de onze membres dont le maire et un adjoint.

## Population et société
Les habitants de la commune sont appelés les Hauttevillais.

### Démographie
L'évolution du nombre d'habitants est connue à travers les recensements de la population effectués dans la commune depuis 1793. Pour les communes de moins de 10 000 habitants, une enquête de recensement portant sur toute la population est réalisée tous les cinq ans, les populations de référence des années intermédiaires étant quant à elles estimées par interpolation ou extrapolation. Pour la commune, le premier recensement exhaustif entrant dans le cadre du nouveau dispositif a été réalisé en 2004.
En 2022, la commune comptait 154 habitants, en évolution de +1,32 % par rapport à 2016 (Manche : −0,31 %, France hors Mayotte : +2,11 %).
Hautteville-Bocage a compté jusqu'à 375 habitants en 1821.
| 1793 | 1800 | 1806 | 1821 | 1831 | 1836 | 1841 | 1846 | 1851 |
| ---- | ---- | ---- | ---- | ---- | ---- | ---- | ---- | ---- |
| 255  | 224  | 318  | 375  | 280  | 238  | 228  | 222  | 216  |

| 1856 | 1861 | 1866 | 1872 | 1876 | 1881 | 1886 | 1891 | 1896 |
| ---- | ---- | ---- | ---- | ---- | ---- | ---- | ---- | ---- |
| 226  | 206  | 205  | 215  | 215  | 175  | 164  | 140  | 158  |

| 1901 | 1906 | 1911 | 1921 | 1926 | 1931 | 1936 | 1946 | 1954 |
| ---- | ---- | ---- | ---- | ---- | ---- | ---- | ---- | ---- |
| 155  | 162  | 153  | 129  | 124  | 118  | 111  | 122  | 120  |

| 1962 | 1968 | 1975 | 1982 | 1990 | 1999 | 2004 | 2006 | 2009 |
| ---- | ---- | ---- | ---- | ---- | ---- | ---- | ---- | ---- |
| 130  | 120  | 94   | 94   | 97   | 88   | 93   | 100  | 122  |

| 2014 | 2019 | 2022 | - | - | - | - | - | - |
| ---- | ---- | ---- | - | - | - | - | - | - |
| 143  | 159  | 154  | - | - | - | - | - | - |

## Culture locale et patrimoine

### Lieux et monuments
- Église Notre-Dame des XIIIe – XVIIIe siècles, d'architecture XIIIe avec intérieur gothique. Elle abrite une Vierge à l'Enfant du XIVe – XVe siècle, un calice et sa patène du XVIIe, des stalles du XVIIIe et vingt-quatre panneaux en lambris du XVIIIe, classés au titre objet aux monuments historiques[27], une chaire à prêcher du XVIIe, une verrière du XXe de Louis Barillet, une statue saint évêque emmurée du XVe et des inscriptions funéraires du XVIe siècle accrochées au mur.
- Croix de cimetière du XVIIe siècle.
- Château de la Basse-Cour face à un étang. Le manoir a été rebâti au XVIIIe siècle autour d'un édifice plus ancien, réemployant notamment le pavillon en avancé. À l'intérieur on peut voir une belle cheminée armoriée. Elle porte les armes, vraisemblablement rapportées, de la famille Le Tellier de La Luthumière : d'argent à la croix de gueules cantonnée de quatre lionceaux de sable, importante famille de la région. L'écu est timbré d'un casque morné (visière abaissée) de nouvel anobli et soutenu par deux lions affrontés[28]. Les anciens communs, les ruines d'une chapelle, et un important colombier complètent l'ensemble[29]. Le fronton du château des XVe – XVIe siècle est orné d'armoiries doubles, surmontées d'une couronne de comte. Elles figurent les blasons de René du Hecquet : coupé d'or et de gueules à trois cors de chasse de l'un à l'autre, 2 et 1 et de son épouse (5 avril 1764), Marguerite-Renée Abaquesné de Parfouru : d'azur à une fasce d'or accompagnée de trois étoiles de même 2 et 1[30]. René du Hecquet, écuyer, seigneur de Hauteville, en 1755, il entra aux « chevau-légers » de la garde du Roi. Cette branche se serait éteinte vers 1895, après avoir émigré aux Antilles[30].
- Manoir de la Tillière des XVIe – XVIIe siècles.
- Château de Parfouru du XIIIe siècle.
- Manoir du Hecquet du XVIIe siècle.
- Ferme-manoir de Fattevast des XVIIe – XVIIIe siècles.

### Personnalités liées à la commune
- René-Marie-Édouard Abaquesné de Parfouru (1778-1848), commandant de la garde nationale de Valognes, maire d'Yvetot-Bocage, puis en 1828 d'Hauteville-Bocage. Cette famille a tenu la mairie d'Hauteville à de nombreuses reprises.